# Tężnia w Konstancinie

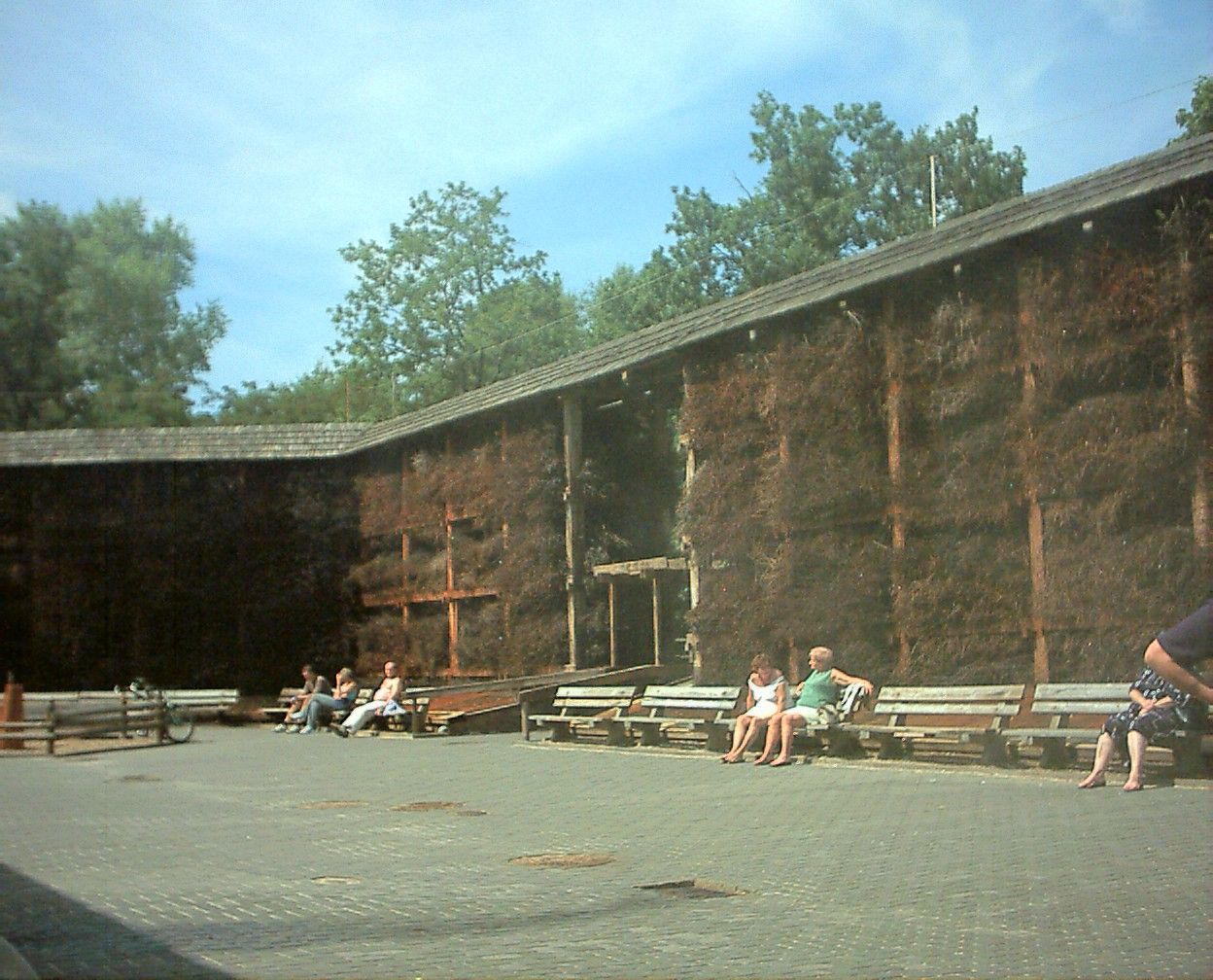
Wnętrze tężni, po lewej widoczny grzybek-inhalator

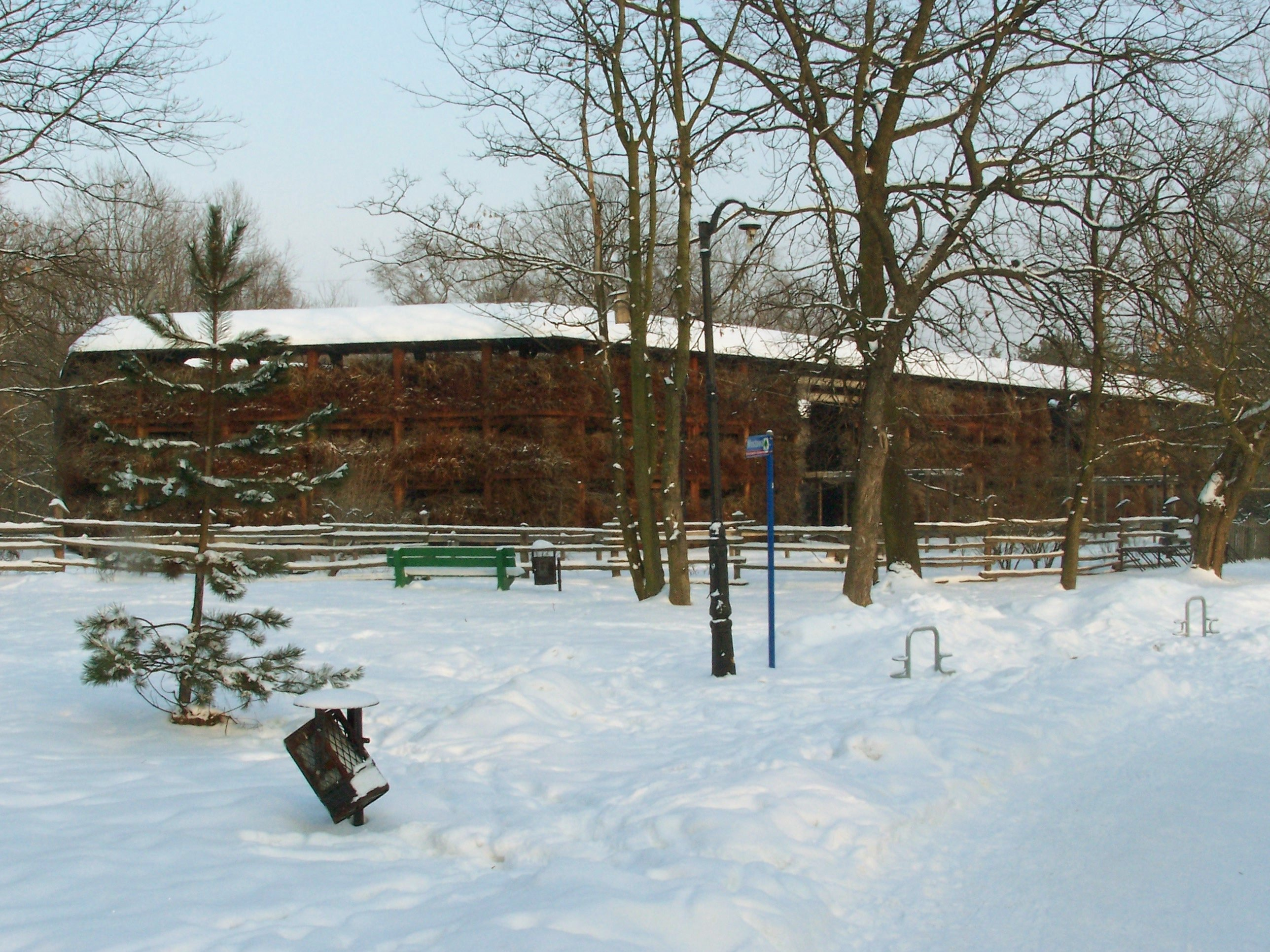
Tężnia w Konstancinie w krajobrazie zimowym

Tężnia w Konstancinie – tężnia solankowa uruchomiona w XX wieku, zlokalizowana w Parku Zdrojowym w Konstancinie-Jeziornie w województwie mazowieckim. Wchodzi w skład obiektów Uzdrowiska Konstancin-Zdrój Sp. z o.o.
Tężnia w Konstancinie została wzniesiona w latach 1974–1979. Obiekt ten jest inhalatorium na wolnym powietrzu, przy czym sam grzybek-inhalator znajduje się wewnątrz zamkniętego kręgu o obwodzie długości 140 metrów i wysokości 6 metrów.
Działanie tężni konstancińskiej polega na rozpylaniu solanki z odwiertu z głębokości 1600 metrów, przy temperaturze 29 °C i stężeniu solanki 6,49%. Źródła solanki zostały tu odkryte w 1962 roku.
Zalecany sposób korzystania z tej tężni obejmuje pobyt:
- bezpośrednio w pobliżu inhalatora – „grzybka”: 15–20 minut
- w tężni: 30–60 minut
- na zewnątrz tężni: 2–3 godziny

Wstęp w najbliższe otoczenie tężni i do jej wnętrza jest płatny. Na zewnątrz ogrodzenia tężni znajduje się ogólnie dostępny Park Zdrojowy.